# Beatlemania
Als Beatlemania (englisch; eingedeutscht: „Beatlemanie“) wird die weltweite Euphorie um die britische Band The Beatles bezeichnet. Als Beginn wird allgemein der 13. Oktober 1963 angegeben. An diesem Tag traten die Beatles in der TV-Show Val Parnell's Sunday Night At The London Palladium auf. Als With The Beatles, das zweite Album der Beatles im November 1963 erschien, war die Beatlemanie bereits voll im Gang. Während der ersten USA-Tournee der Band im Jahr 1964 erreichte die Beatlemania ihren Höhepunkt, wozu auch gehörte, dass die Fans Namen und Gesichter der Beatles „auf allen möglichen Sachen“ haben wollten. Die Live-Konzerte dieser Jahre wurden von „orkanartigem“ Kreischen und Ohnmachtsanfällen der vor allem weiblichen Fans begleitet. Der Lärmpegel war so hoch, dass die Musiker kaum hören konnten, was sie spielten. Die Beatles beschlossen daher 1966, in Zukunft keine Live-Konzerte mehr zu geben. Am 29. August 1966 spielten sie letztmals vor einem größeren Publikum in San Francisco.
Die Beatlemania flachte danach bis zur Auflösung der Band im Jahr 1970 ab. John Lennon sah die Beatlemania mit seiner und Yoko Onos Verhaftung wegen Drogenbesitzes 1968 als beendet an. Als endgültiges Ende der sieben Jahre lang grassierenden Beatlemania wird auch das Jahr 1970 angesehen, nachdem Paul McCartney die Band verlassen hatte.

## Herkunft
Der Begriff Beatlemania wurde von der Presse erfunden, möglicherweise als Anspielung an die Lisztomanie im Hinblick auf den Komponisten und Klaviervirtuosen Franz Liszt im 19. Jahrhundert. Nach der Verbreitung dieses Ausdrucks wurde das Wortbildungselement -mania häufig für andere Euphorien um Musikgruppen verwendet, wie beispielsweise die Rollermania bei den Bay City Rollers, die Abbamania um die schwedische Popgruppe ABBA und die Spicemania bei den Spice Girls.